# بان (قمر)
القمر بان (/[invalid input: 'icon']ˈpæn/ pan-', (باليونانية: Πάν)‏) سمي كذلك سنة 1991 اعتمادا على الأسطورة اليونانية بان إله الرعاة كما يطلق عليه زحل 18
و هو القمر الأقرب لكوكب زحل ويشبه شكله شكل حبة الجوز ويعتبر قمر صغير بعرض 35 كم وارتفاع 23 كم ومداره ضمن الفجوة إنكي ضمن حلقة زحل ا
أول من تنبأ بوجود القمر ضمن الفجوة كل من جيفري سوزي وجيفري سكارجل Jeffrey N. Cuzzi and Jeffrey D. Scargle سنة 1985 وذلك بسبب الحواف المتموجة للفجوة مشيرة إلى وجود اضطرابات في الجاذبية. وتم الاستدلال إلى مداره وكتلته من خلال تمذجة أثر الجاذبية سنة 1986 من قبل شوالتر وفريقه Showalter. وقد وصلوا إلى تنباءات قريبة من الواقع بحيث اختلفت الكتلة بمقدار 5–10×10−12
كما استدلوا على وجدو قمر واحد ضمن هذه الفجوة
وجد القمر فيما بعد بانحراف درجة واحدة عما كان متوقع واستطاع المسبار فوياجر 2 أن يظهر القمر مع دقة أفضل من 50 كم / بيكسل أن تظهر القمر بان بوضوح
إن شذوذ مدار بان يسبب اختلاف تصل تقريبا إلى 4 كم عن زحل نتيجة تحركه صعودا وهبوطا وضمن البيانات الحالية لا يمكن تمييز الوضع الصفري لمداره. ويبلغ عرض الفجوة إنكي التي يتوضع ضمنها مدار بان 325 كم
يشير تزامن الحاجز الحاوي على حليقات ضمن الفجوة مع مدار بان إلى أن بان يحافظ على المواد محيطة به على شكل حدوة حصان